# MechWarrior: Living Legends
MechWarrior: Living Legends (сокр. MWLL) — разрабатываемая модификация к компьютерной игре Crysis, над которой работает команда энтузиастов, называющаяся Wandering Samurai Studios. «MechWarrior: Living Legends» является неофициальной составной частью серии MechWarrior, действия игры происходят в вымышленной вселенной BattleTech.
Модификация будет содержать только многопользовательский режим игры. В плане геймплея игра будет представлять собой смесь из симулятора, экшена, шутера от первого лица и мехов, с некоторыми элементами гонок на выживание. Игроку будут доступны для управления около 40 юнитов: мехи, танки, VTOL’ы, реактивные истребители и другие виды воздушной, наземной и надводной боевой техники.
«MechWarrior: Living Legends» является «тотальной» (полной) модификацией к шутеру от первого лица — игре Crysis от разработчика — компании Crytek. Игра Crysis вышла в середине ноября 2007 года и использует собственный игровой движок — CryEngine 2. Поэтому модификация будет использовать этот же игровой движок.
Как и все модификации, базирующиеся на коммерческих играх, «MechWarrior: Living Legends» является бесплатной для использования и распространяется через Интернет. Однако для её запуска необходимо иметь установленную лицензионную копию игры Crysis.

## История разработки
Изначально для «MechWarrior: Living Legends» планировали использовать игру Enemy Territory: Quake Wars, которая использует игровой движок id Tech 4. Однако через некоторое время было принято решение использовать игру Crysis, на базе игрового движка CryEngine 2.
В сентябре 2007 года компания Microsoft, владелец медиа-франчайза «MechWarrior», дала разрешение команде Wandering Samurai Studios создавать игровую модификацию в сеттинге этой серии и использовать все необходимые атрибуты вселенной.
2 ноября 2007 года компания Crytek, разработчик игры Crysis, ещё до официального выхода игры предоставила команде моддеров Crysis Mod SDK — полный комплект инструментов для разработки на базе движка CryEngine 2.
28 декабря 2009 года вышла первая публичная бета-версия 0.1.0 модификации «MechWarrior: Living Legends», которая распространялась через FileShack и BitTorrent.
25 февраля 2010 года вышла бета-версия 0.2.0, в которую разработчики добавили новый контент и некоторые новые возможности, а также изменили баланс и исправили некоторые ошибки.
12 июня 2010 года вышла бета-версия 0.3.0, которая содержала множество улучшений и исправлений, по сравнению с предыдущими версиями.
29 декабря 2010 года вышла бета-версия 0.4.0, которая содержала значительное количество изменений, улучшений, исправлений и оптимизаций, по сравнению с предыдущими версиями игры.
Из наиболее значимых изменений можно выделить: поддержку работы модификации для двух версий игры — Crysis и Crysis Wars; новый игровой режим — «Terrain Control»; добавлен Auto Updater для автоматического обновления модификации.
26 января 2011 года вышла бета-версия 0.4.4, которая содержала дополнительные изменения, исправления и оптимизации, выявленные в ходе публичного тестирования.
3 февраля 2011 года разработчики объявили, что, начиная с версии 0.5.0, разработка модификации для игры Crysis будет прекращена, а все усилия команды будут направлены на разработку под версию для Crysis Wars.
Со слов разработчиков, это решение было принято из-за низкой активности игроков в версии модификации для Crysis. Поэтому, а также по иным причинам, было принято решение сосредоточиться на разработке модификации под Crysis Wars. И в дальнейшем разработка будет вестись только для этой игры.